# Allergologie
L'allergologie est une spécialité médicale de fonction prenant en charge les maladies provoquées par une réponse spécifique anormale de l'organisme à son environnement normalement bien toléré.

## Champ d'Application
Il s'agit d'une discipline transversale, touchant à l'ensemble de l'organisme en tant qu'entité. En effet, les pathologies allergiques atteignent tous les organes : principalement appareil respiratoire, peau et muqueuse, séparément ou bien consécutivement voire concomitamment. L'allergologie est également impliquée dans l'allergologie médicamenteuse, professionnelle, alimentaire et aux piqûres d'insectes.

## Allergologie et Environnement
L'allergologie est une discipline qui attache beaucoup d'importance à l'environnement. Elle doit en effet gérer les difficultés de relation de l'homme avec tout ce qui l'entoure et se modifie de plus en plus rapidement : la nature, la nourriture, l'habitat, etc.

## Pratique de la discipline

### Dans le monde
La discipline est pratiquée dans le monde entier, les maladies allergiques étant présentes dans tous les pays, avec une prédominance dans les pays industrialisés et ceux en voie développement.

### En France
En France, la communauté "allergologique" compte 1750 médecins en cumulant les allergologues, les pneumologues et les dermatologues. À partir de 2017, cette discipline est officiellement reconnue comme une discipline en France.

## Formation
En France, cette discipline est une spécialité. Elle est pratiquée soit de façon exclusive(550 praticiens), soit associée à une spécialité d'organe (1200 praticiens essentiellement avec la pneumologie mais aussi la pédiatrie et l'oto-rhino-laryngologie).
Elle est étudiée à la fin du cursus des années de Médecine, par un DES (Diplôme d’Etude Spécialisé) de 4 ans. Les études comportent une partie d'immunologie fondamentale, les maladies allergiques ayant un fondement immunologique.